# Legio III Cyrenaica
A Legio III Cyrenaica (legio tertia cyrenaica, III. kürenaikai légió) egy római légió volt, amely Egyiptomban és Arabia Petraea-ban állomásozott. Jelvénye ismeretlen.   

## Története
Az egység alapításának körülményei bizonytalanok, valószínűleg a második triumvirátus egyik tagja, Lepidus vagy Marcus Antonius hozta létre. A feltételezés azon alapszik, hogy Cyrenaica i.e. 36-ig Lepidus, utána pedig Marcus Antonius irányítása alatt állott. Az sem zárható ki teljesen, hogy más alapította, és azért kapta ezt a nevet mert Cyrenaicában harcolt. Erre ugyan nincs bizonyíték, de i.e. 30 után már bizonyos, hogy a szomszédos provinciában, Egyiptomban állomásozott.
Augustus császár a légió segítségével szállta meg Egyiptomot, amelyet i.e. 30-ban annektált. Az egység legalább másfél évszázadig itt is maradt és egyes katonái Amon istennek mutattak be áldozatot. Eredetileg Felső-Egyiptomban, talán Thébában állomásozott, de egy i.sz. 35-ből származó felirat tanúsága szerint ekkorra Alexandriába helyezték át, ahol a Legio XXII Deiotarianával osztozott egy táboron. Lehetséges, hogy az áthelyezés Augustus utolsó éveiben, i. sz. 7-9 között történt.
A III. kürenaikai légió egyes alegységei részt vehettek az i.e. 26-25-ös Arabia Felix elleni hadjáratban. Az egyiptomi praefectus, Aelius Gallus által vezetett hadművelet igen nehézkesen haladt, ráadásul a provincia védtelenségét kihasználva a núbiai Meroé királysága Felső-Egyiptomra támadt. A következő évben, 24-ben a rómaiak megtorló hadjáratot indítottak ellenük; a Gaius Petronius vezette sereg egészen a núbiai fővárosig, Napatáig jutott. Bár konkrét bizonyíték nincs rá, valószínű, hogy a III Cyrenaica katonái is részt vettek az akcióban. 
Bár a núbiai határ ezután nyugodt maradt, kisebb-nagyobb rendbontásokra sor került. Néha a légió katonáit vetették be az alexandriai görögök, egyiptomiak és zsidók egymás elleni harcainak letörésére. Máskor külső konfliktusokhoz irányították át a légió alegységeit. I.sz. 39-40-ben egy vexillatio (alegység) Gallia Belgicában segítette Caligula császár tervezett britanniai invázióját. Egy másik 63-ban vett részt Domitius Corbulo pártus hadjáratában. 
A 66-ban kirobbanó zsidó háborúban a III. és a XXII. légió az alexandriai zsidó közösséget tartotta sakkban. A Nero halála utáni 69-es trónutódlási válságban az elsők között voltak, akik támogatták a végül győztesként kikerülő Vespasianust. 70-ben a légió egy alegysége részt vett Jeruzsálem ostromában. 

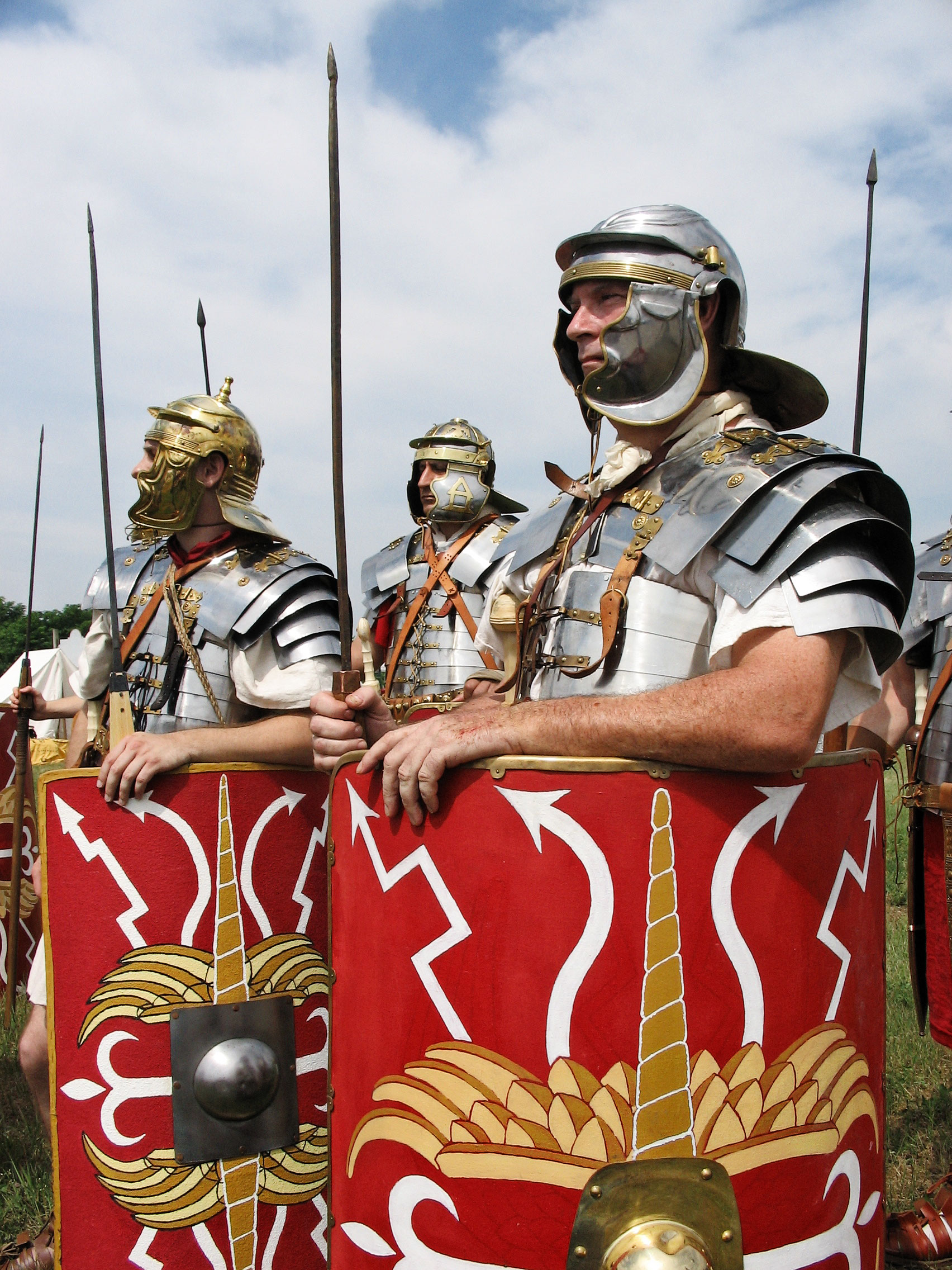
21. századi hagyományőrzők a Legio III Cyrenaica katonáinak öltözve

106-ban átirányították a Traianus által meghódított Arabia Petraea-ba. Itteni tábora Busra volt (a mai dél-szíriai Boszra). Valamivel később visszakerült Egyiptomba, 119-ben együtt említik a XXII Deiotarianával. Az átvezénylés oka nem ismert, de köze lehetett Traianus pártus hadjáratához, vagy az alexandriai zsidók lázadásához. 125-ben visszaküldték őket Arabiába, helyüket Alexandriában a Legio II Traiana Fortis vette át. 
132 és 136 között a zsidók Bar Kohba vezette felkelése ellen harcoltak. Ettől eltekintve a régió meglehetősen nyugodt volt. Alegységeket küldtek Antonius Pius idején az észak-afrikai maurik elleni harcba, valamint Lucius Verus pártus háborújába (162-166). A légió 175-ben a Marcus Aurelius ellen lázadó Avidius Cassius pártjára állt, őt azonban saját tisztjei meggyilkolták. 
A Commodus 192-es halálát követő polgárháborúban a III Cyrenaica a közel-keleti Pescennius Nigert támogatta, aki alulmaradt Lucius Septimius Severusszal szemben. Septimius Severus rögtön győzelme után a pártusokra támadt (195 és 197-198); a légió valószínűleg részt vette ebben a háborúban. Severus fiának, Caracallának 215-217-es pártus hadjáratában biztosan ott voltak és feltehetően Severus Alexandernek a pártusokat felváltó Szászánida Birodalom elleni háborújában is. 
A szászánidák 260-ban elfogták Valerianus császárt és néhány keleti provincia Palmürai Odaenathus (262-267) és felesége, Zenobia (267-272) vezetésével létrehozta a Palmürai Birodalmat, amely egy ideig sikeresen harcolt mind a rómaiak, mind a perzsák ellen. Ebben a küzdelemben minden valószínűség szerint a III Cyrenaica is részt vett. A feliratok tanúsága szerint 273-ban négy másik légióval együtt utat építettek a mai Jordánia területén. Miután Aurelianus császár visszafoglalta Palmürát, a III Cyrenaica mellé egy másik légiót vezényeltek a régióba, a Legio IV Martiát. 
A légió az 5. század elején még Busrában tartózkodott, későbbi sorsa nem ismert. 